# جوني بيل
جوني بيل (بالإنجليزية: Johnny Bell)‏ هو محامي وسياسي أمريكي، ولد في 15 يونيو 1965. حزبياً، نشط في الحزب الديمقراطي.